# Colossendeis pseudochelata
Colossendeis pseudochelata is een zeespin uit de familie Colossendeidae. De soort behoort tot het geslacht Colossendeis. Colossendeis pseudochelata werd in 1993 voor het eerst wetenschappelijk beschreven door Pushkin. 